# Kalervo Kummola

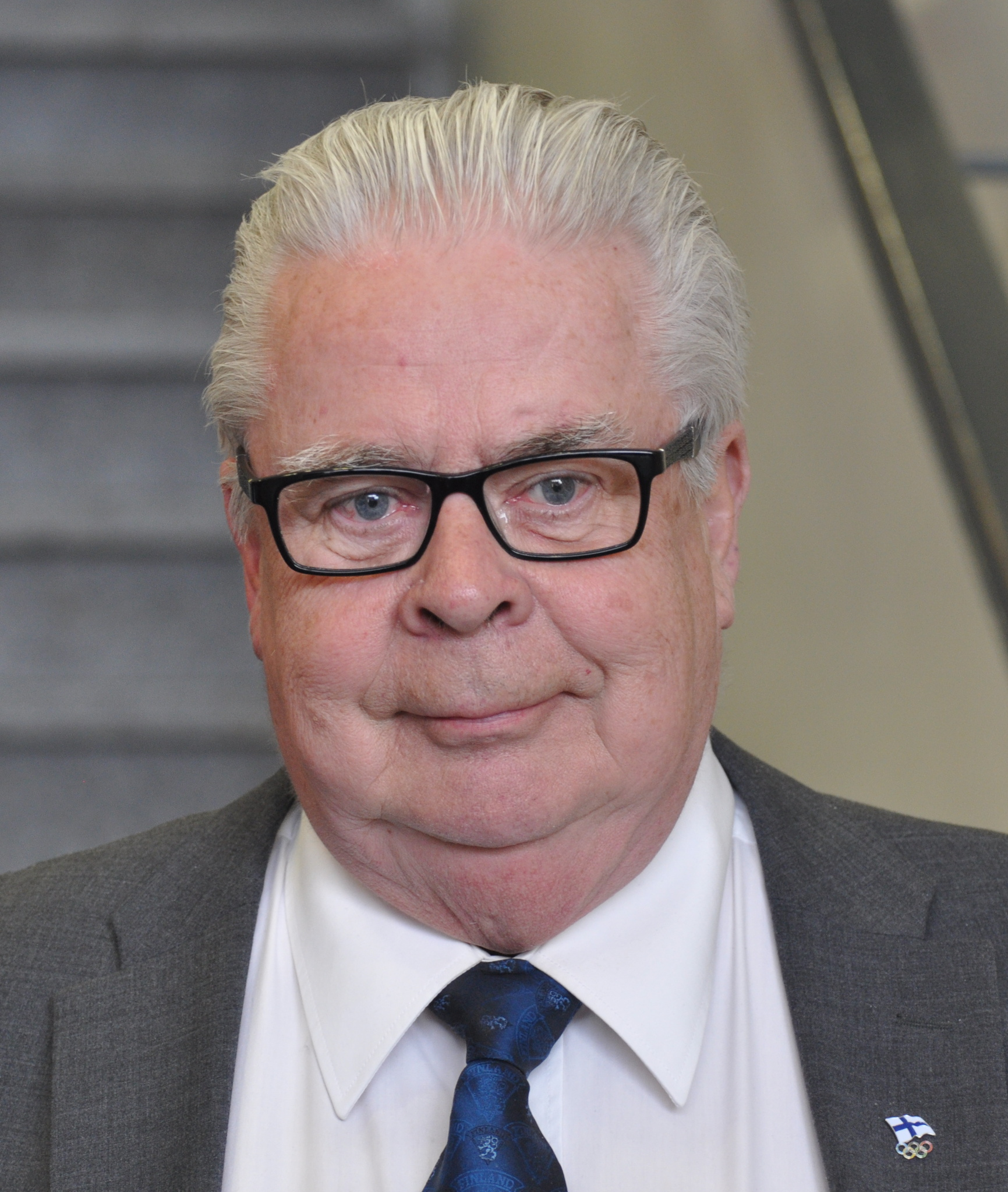
Kalervo Kummola i april 2015.

Kalervo Juhani Kummola, född 21 november 1945 i Reso, är en inflytelserik person inom finsk ishockey. Kummola har en merkonomexamen. 
Kummola är ordförande för Finlands Ishockeyförbund. År 1979 var han med och grundande Finlands ishockeymuseum.
Kummola var ledamot av Finlands riksdag 1999–2003.

## Utmärkelser
- Finlands idrottskulturs förtjänstkors,  26 februari 1992[2]
- Finlands idrottskulturs förtjänstkors i guld,  26 februari 1998[3]
- Riddartecknet av Finlands Vita Ros’ orden,  6 december 2004[4]
- Medal of the President of Slovak Republic,  22 oktober 2015[5]
- Finlands idrottskulturs stora förtjänstkors,  april 2016[6]
- Krigsinvalidernas förtjänstkors,  2023[7]
- Kommendörstecknet av I klass av Finlands Lejons orden,  6 december 2024[8]

[Redigera Wikidata]